# Kotani Kinya
Kotani Kinya är en japansk soloJ-popsångare som föddes den 16 juli 1979 i Saitama prefektur i Japan. 
Det mesta av Kinyas J-pop-karriär började i slutet av 1990-talet då han sjöng på animealbumet Gravitation vilket blev en stor succé. Han blev snabbt populär och fortsatte med sin J-Pop-karriär. 2001 släppte Kotani Kinya Love Stuff och 2005 så släppte han Blaze som även blev en stor hit genom animen Tsubasa Chronicle.

## Diskografi

### DVD
- 2001 - LIVE physical small club circuit 2001
- 2002 - Kinya ga Yuku! Daihyakka
- 2002 - Kinya ga Kuru! Daihyakka
- 2002 - Live physical "ex. - 0126. 2000 to 2002

### Album
- 1999 - Mad Soldier's Laboratory
- 1999 - GRAVITATION
- 2000 - HISTORY P-20
- 2001 - WHAT?**PHYSICAL**
- 2004 - NATIVE

### Singlar
- 1999 - Spicy Marmalade (Som Bad Luck)
- 2000 - Kōnetsu BLOOD
- 2000 - Jōnetsu BALLAD
- 2000 - Sweet Sweet Samba
- 2000 - Easy Action
- 2001 - No! Virtual
- 2001 - Love Stuff
- 2005 - BLAZE
- 2005 - Aerial
- 2006 - IT'S